# Phyllanthus mahengeaensis
Phyllanthus mahengeaensis är en emblikaväxtart som beskrevs av Jean F.Brunel. Phyllanthus mahengeaensis ingår i släktet Phyllanthus och familjen emblikaväxter.
Artens utbredningsområde är Tanzania. Inga underarter finns listade i Catalogue of Life.